# Elie Saraber
Elie Saraber (1808 - 1878) was een Haagse architect.

## Jeugd
Saraber werd op 4 augustus 1808 in Den Haag geboren en drie dagen later in de Grote Kerk gedoopt. Hij was de jongste van negen kinderen uit het huwelijk van Elie Saraber (1765-1832) en Maria van Castel (1767-1853). Slechts drie broers en twee zussen werden meerderjarig.

## Opleiding
Mogelijk ging hij onder invloed van zijn 13 jaar oudere broer Pieter, die een instituut had waar tekenles gegeven werd, in 1824 naar de Haagse Tekenacademie. Hij was toen een 16-jarige timmerman en woonde op het Lange Achterom bij zijn ouders. In zijn derde studiejaar won hij twee prijzen, beide voor Doorzichtkunde. In zijn voorlaatste studiejaar kreeg hij weer een prijs voor Doorzichtkunde, en ook nog een prijs voor een overhoeks aanzicht van een gebouw met pilaren. De vijfde prijs kreeg hij in zijn laatste studiejaar voor een ontwerp van een landhuis. Zijn getuigschrift was zeer loffelijk.

## Opdrachten
De belangrijkste opdrachtgevers van Saraber waren de Nederlands Hervormde Gemeente en de eerste Haagse woningbouwvereniging. Daarnaast heeft hij voor particuliere opdrachtgevers een aantal landhuizen verbouwd.
Zijn eerste opdracht was de uitbreiding in 1846 van het St Antoniusgesticht, dat met een verdieping verhoogd moest worden. Van 1849-1877 was hij kerkelijk architect van de Nederlandse Hervormde Gemeente, tevens belast met het onderhoud van onder meer de Grote Kerk, waar hij gedoopt was, de Nieuwe Kerk en de Kloosterkerk. In 1870 wilde de kerk al hun werklui ontslaan maar Saraber stelde voor toch minstens een loodgieter, een metselaar en een timmerman in dienst te houden voor het onderhoud.
In 1854 werd hij als technisch adviseur in dienst genomen door de net opgerichte Vereniging tot Verbetering der Woningen van de Arbeidende Klasse te 's-Gravenhage. In hun opdracht bouwde hij dat jaar 18 hofjeshuizen aan de Javastraat en 38 hofjeshuizen in de Schuddegeest.
In 1857 bouwde hij Hotel Garni in Scheveningen, dat een jaar later al moest worden uitgebreid. In 1899 werd het hotel uitgebreid tot 300 kamers en verder het Grand Hotel genoemd. Het stond naast het Kurhaus, aan de zuidkant. Tijdens de Tweede Wereldoorlog stond het leeg. Na de oorlog werd het hotel gerestaureerd, de bruine bakstenen werden toen witgeverfd. In 1974 werd het hotel gesloopt.
Hij had ook enkele particuliere klanten. Zo liet Cornelis Krulder hem in 1860 twee huizen bouwen in de Alexanderstraat. Saraber's stijl was sober en symmetrisch, bij zijn duurdere woningen maakte hij gebruik van spouwmuren en soms ook van stalen kozijnen.
Zijn ontwerp van 42 huizenblokjes van ieder vier huisjes aan de Van Hogendorpstraat en aan de Van der Duynstraat trokken in 1868 internationaal zoveel aandacht, dat een maquette ervan op diverse tentoonstellingen werd getoond.

### Verbouwingen
- Koninklijke Manege in de Nassaulaan tot Willemskerk;
- Kasteel Keukenhof van landhuis tot kasteel; enkele jaren daarvoor ontwierp hij al het koetshuis;

## Nevenfuncties
In 1834 werd Saraber docent bouwkunde aan de Haagsche Teekenacademie en later ook docent Doorzichtkunde. Hij was hoofddocent tot 1859, mogelijk langer.

Saraber was sinds 1843 lid van de Maatschappij tot Bevordering der Bouwkunst. In 1859 werd hij hun coorespondent; Toen de afdeling Den Haag werd opgericht werd hij hun penningmeester. 
Hij was ook opzichter van Sociëteit De Witte.
Saraber is nooit getrouwd en woonde met twee nichten aan de Herengracht 11 in Den Haag. Toen nicht Maria Elisabeth Helge in 1870 trouwde, verliet zij het huis. Toen Elie in 1878 overleed, bleef nicht Anna Cornelia Helge inwonen bij de volgende eigenaren.